# Morcheeba

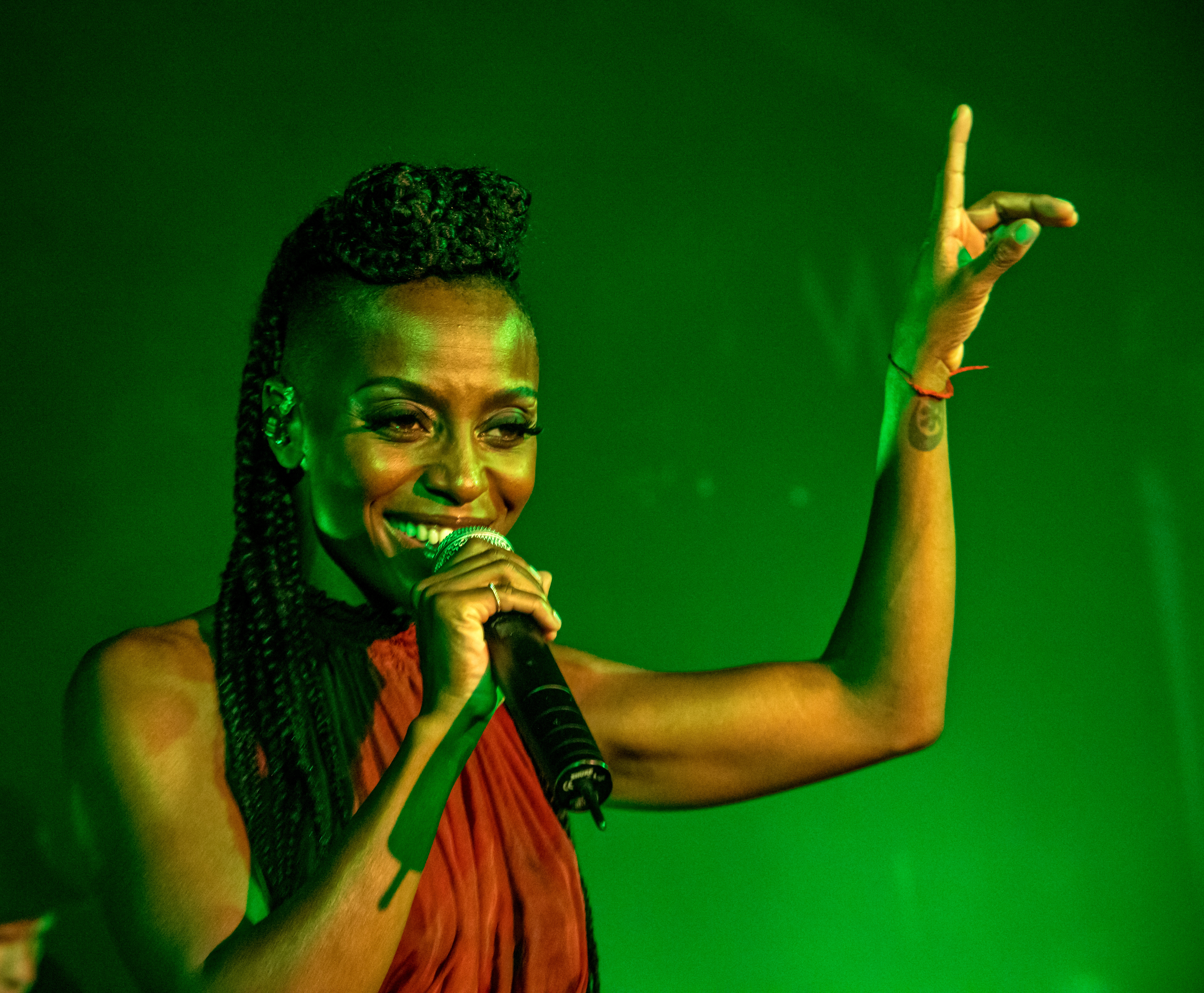
Sängerin Skye Edwards auf dem ZMF in Freiburg (2018)

Morcheeba ist eine britische Trip-Hop-Band. Gegründet wurde sie 1995 in London von DJ Paul Godfrey, seinem Bruder Ross Godfrey (Gitarre, Keyboards) und der Sängerin Skye Edwards, deren Stimme den Sound der Gruppe maßgeblich geprägt hat, sowie verschiedenen Gastmusikern. Ihr erfolgreichstes Lied ist Rome Wasn't Built in a Day.

## Namensbedeutung
Der Name der Band ist eine Komposition der Wörter „MOR“ (steht für den Musikstil Middle of the Road) und „Cheeba“, einem englischen Slangausdruck für Marihuana. Morcheeba klingt darüber hinaus auch wie „More Cheeba!“, also „Mehr Gras!“.

## Bandgeschichte
Ihr erstes Album Who Can You Trust (1996) steht noch deutlich unter dem Einfluss von Massive Attack. Die späteren Alben Big Calm (1998), Fragments of Freedom (2000) und Charango (2002) sind insgesamt weniger düster und melancholisch, sondern gehen eher in Richtung Popmusik („Trip-Pop“). Auf  Charango waren erstmals männliche Vocals zu hören. 
Nach der Veröffentlichung des Best-of-Albums Parts of the Process trennten sich die Godfrey-Brüder im April 2004 von Skye Edwards und verpflichteten Daisy Martey als neue Sängerin. Im Mai 2005 erschien das fünfte Album The Antidote. Zu Beginn der Livetour stieg Daisy Martey wieder aus und wurde durch Jody Sternberg ersetzt. 
Bei der im Februar 2008 erschienenen CD Dive Deep arbeitete Morcheeba mit verschiedenen Gastsängerinnen und -sängern zusammen. Die englische Sängerin Judie Tzuke ist auf der ersten Singleauskopplung Enjoy the Ride sowie im Lied Blue Chair zu hören, der norwegische Sänger Thomas Dybdahl singt Riverbed, Sleep On It und Washed Away, der Rapper Cool Calm Pete kommt in One Love Karma zum Einsatz, und die Sängerin Amanda Zamolo (Manda), die sich über MySpace bei der Band beworben hatte, singt Gained The World, Au-delà und als Background-Sängerin Run Honey Run. 
Im Februar 2010 wurde bekannt, dass sich die Godfrey-Brüder und Skye Edwards wieder zusammengefunden haben. Am 13. Juni 2010 veröffentlichten sie ihr gemeinsames neues Album namens Blood like Lemonade.
Am 14. Oktober 2013 erschien das Album Head Up High. Als Gastmusiker sind Ana Tijoux, James Petralli von White Denim, Chali 2na von Jurassic 5 und die Rizzle Kicks auf dem Album vertreten. Es folgte kurz darauf eine Tour, die sie auch für mehrere Auftritte nach Deutschland führte. Danach kündigte Paul Godfrey, der bereits seit längerem musikalische und persönliche Differenzen mit seinem Bruder Ross hatte, seinen Ausstieg aus der Band an. Da es zunächst keine Einigung über eine finanzielle Regelung gab, die eine Weiterverwendung des Namens Morcheeba ermöglicht hätte, veröffentlichten die beiden verbliebenen Bandmitglieder im September 2016 ein Album unter dem Namen Skye & Ross.
Am 9. März 2018 erschien eine neue Single mit dem Titel Never Undo wieder unter dem Namen Morcheeba.

## Diskografie

### Studioalben
| Jahr | Titel                | Höchstplatzierung, Gesamtwochen, AuszeichnungChartplatzierungen (Jahr, Titel, Platzierungen, Wochen, Auszeichnungen, Anmerkungen) | Höchstplatzierung, Gesamtwochen, AuszeichnungChartplatzierungen (Jahr, Titel, Platzierungen, Wochen, Auszeichnungen, Anmerkungen) | Höchstplatzierung, Gesamtwochen, AuszeichnungChartplatzierungen (Jahr, Titel, Platzierungen, Wochen, Auszeichnungen, Anmerkungen) | Höchstplatzierung, Gesamtwochen, AuszeichnungChartplatzierungen (Jahr, Titel, Platzierungen, Wochen, Auszeichnungen, Anmerkungen) | Höchstplatzierung, Gesamtwochen, AuszeichnungChartplatzierungen (Jahr, Titel, Platzierungen, Wochen, Auszeichnungen, Anmerkungen) | Anmerkungen                              |
| Jahr | Titel                | DE | AT | CH | UK | US | Anmerkungen                              |
| ---- | -------------------- | --- | --- | --- | --- | --- | ---------------------------------------- |
| 1996 | Who Can You Trust?   | — | — | CH100 (1 Wo.)CH | UK57 Gold · (11 Wo.)UK | — | Erstveröffentlichung: 24. September 1996 |
| 1998 | Big Calm             | DE81 (2 Wo.)DE | AT22 (8 Wo.)AT | CH37 (18 Wo.)CH | UK18 ×2Doppelplatin · (113 Wo.)UK                                                                                                 | — | Erstveröffentlichung: 16. März 1998      |
| 2000 | Fragments of Freedom | DE19 (10 Wo.)DE | AT13 (10 Wo.)AT | CH7 Gold · (24 Wo.)CH | UK6 Gold · (32 Wo.)UK | US113 (5 Wo.)US | Erstveröffentlichung: 1. August 2000     |
| 2002 | Charango             | DE11 (13 Wo.)DE | AT8 (12 Wo.)AT | CH4 Gold · (21 Wo.)CH | UK7 Gold · (11 Wo.)UK | — | Erstveröffentlichung: 2. Juli 2002       |
| 2005 | The Antidote         | DE40 (4 Wo.)DE | AT23 (7 Wo.)AT | CH3 (16 Wo.)CH | UK17 (4 Wo.)UK | — | Erstveröffentlichung: 31. Mai 2005       |
| 2008 | Dive Deep            | DE44 (3 Wo.)DE | AT42 (4 Wo.)AT | CH8 (13 Wo.)CH | UK59 (1 Wo.)UK | — | Erstveröffentlichung: 4. Februar 2008    |
| 2010 | Blood Like Lemonade  | DE26 (6 Wo.)DE | AT30 (6 Wo.)AT | CH3 (21 Wo.)CH | — | — | Erstveröffentlichung: 4. Juni 2010       |
| 2013 | Head Up High         | DE51 (1 Wo.)DE | AT39 (1 Wo.)AT | CH9 (6 Wo.)CH | — | — | Erstveröffentlichung: 14. Oktober 2013   |
| 2018 | Blaze Away           | DE73 (1 Wo.)DE | — | CH16 (2 Wo.)CH | — | — | Erstveröffentlichung: 1. Juni 2018       |
| 2021 | Blackest Blue        | DE24 (1 Wo.)DE | — | CH15 (1 Wo.)CH | — | — | Erstveröffentlichung: 14. Mai 2021       |
| 2025 | Escape the Chaos     | — | — | CH18 (1 Wo.)CH | UK71 (1 Wo.)UK | — | Erstveröffentlichung: 22. Mai 2025       |

### Kompilationen
| Jahr | Titel                | Höchstplatzierung, Gesamtwochen, AuszeichnungChartplatzierungen (Jahr, Titel, Platzierungen, Wochen, Auszeichnungen, Anmerkungen) | Höchstplatzierung, Gesamtwochen, AuszeichnungChartplatzierungen (Jahr, Titel, Platzierungen, Wochen, Auszeichnungen, Anmerkungen) | Höchstplatzierung, Gesamtwochen, AuszeichnungChartplatzierungen (Jahr, Titel, Platzierungen, Wochen, Auszeichnungen, Anmerkungen) | Höchstplatzierung, Gesamtwochen, AuszeichnungChartplatzierungen (Jahr, Titel, Platzierungen, Wochen, Auszeichnungen, Anmerkungen) | Höchstplatzierung, Gesamtwochen, AuszeichnungChartplatzierungen (Jahr, Titel, Platzierungen, Wochen, Auszeichnungen, Anmerkungen) | Anmerkungen                         |
| Jahr | Titel                | DE | AT | CH | UK | US | Anmerkungen                         |
| ---- | -------------------- | --- | --- | --- | --- | --- | ----------------------------------- |
| 2003 | Parts of the Process | DE67 (7 Wo.)DE | AT37 (10 Wo.)AT | CH6 (16 Wo.)CH | UK6 Platin · (12 Wo.)UK | — | Erstveröffentlichung: 27. Juni 2003 |

Weitere Alben
- 1996: Beats & B-Sides
- 2001: Back to Mine
- 2005: The Platinum Collection
- 2007: The Works: A 3 CD Retrospective
- 2011: The Best of 1995-2003

### Singles
| Jahr | Titel Album                                             | Höchstplatzierung, Gesamtwochen, AuszeichnungChartplatzierungen (Jahr, Titel, Album, Platzierungen, Wochen, Auszeichnungen, Anmerkungen) | Höchstplatzierung, Gesamtwochen, AuszeichnungChartplatzierungen (Jahr, Titel, Album, Platzierungen, Wochen, Auszeichnungen, Anmerkungen) | Höchstplatzierung, Gesamtwochen, AuszeichnungChartplatzierungen (Jahr, Titel, Album, Platzierungen, Wochen, Auszeichnungen, Anmerkungen) | Höchstplatzierung, Gesamtwochen, AuszeichnungChartplatzierungen (Jahr, Titel, Album, Platzierungen, Wochen, Auszeichnungen, Anmerkungen) | Höchstplatzierung, Gesamtwochen, AuszeichnungChartplatzierungen (Jahr, Titel, Album, Platzierungen, Wochen, Auszeichnungen, Anmerkungen) | Anmerkungen                          |
| Jahr | Titel Album                                             | DE | AT | CH | UK | US | Anmerkungen                          |
| ---- | ------------------------------------------------------- | --- | --- | --- | --- | --- | ------------------------------------ |
| 1996 | The Music That We Hear (Moog Island) Who Can You Trust? | — | — | — | UK47 (2 Wo.)UK | — | Erstveröffentlichung: Februar 1996   |
| 1996 | Tape Loop Who Can You Trust?                            | — | — | — | UK42 (2 Wo.)UK | — | Erstveröffentlichung: Juli 1996      |
| 1996 | Trigger Hippie Who Can You Trust?                       | — | — | — | UK40 (3 Wo.)UK | — | Erstveröffentlichung: September 1996 |
| 1997 | Shoulder Holster Big Calm                               | — | — | — | UK53 (2 Wo.)UK | — | Erstveröffentlichung: September 1997 |
| 1998 | Blindfold Big Calm                                      | — | — | — | UK56 (2 Wo.)UK | — | Erstveröffentlichung: März 1998      |
| 1998 | Let Me See Big Calm                                     | — | — | — | UK46 (2 Wo.)UK | — | Erstveröffentlichung: Juni 1998      |
| 1998 | Part of the Process Big Calm                            | — | — | — | UK38 (2 Wo.)UK | — | Erstveröffentlichung: August 1998    |
| 2000 | Rome Wasn’t Built in a Day Fragments of Freedom         | DE70 (9 Wo.)DE | — | CH33 (15 Wo.)CH | UK34 (6 Wo.)UK | — | Erstveröffentlichung: Juli 2000      |
| 2000 | Be Yourself Fragments of Freedom                        | — | — | — | UK89 (1 Wo.)UK | — | Erstveröffentlichung: Oktober 2000   |
| 2001 | World Looking In Fragments of Freedom                   | — | — | — | UK48 (2 Wo.)UK | — | Erstveröffentlichung: März 2001      |
| 2002 | Otherwise Charango                                      | — | — | CH72 (11 Wo.)CH | UK64 (2 Wo.)UK | — | Erstveröffentlichung: Juni 2002      |
| 2005 | Wonders Never Cease The Antidote                        | — | — | — | UK86 (1 Wo.)UK | — | Erstveröffentlichung: Mai 2005       |

Weitere Singles
- 1998: The Sea (UK: Silber)

## Auszeichnungen für Musikverkäufe
| Goldene Schallplatte - Australien - 2000: für das Album Big Calm - 2001: für das Album Fragments of Freedom |

Anmerkung: Auszeichnungen in Ländern aus den Charttabellen bzw. Chartboxen sind in ebendiesen zu finden.
| Land/RegionAuszeichnungen für Musikverkäufe (Land/Region, Auszeichnungen, Verkäufe, Quellen) | Silber  | Gold     | Platin     | Verkäufe  | Quellen      |
| -------------------------------------------------------------------------------------------- | ------- | -------- | ---------- | --------- | ------------ |
| Australien (ARIA)                                                                            | —       | 2× Gold2 | —          | 70.000    | aria.com.au  |
| Schweiz (IFPI)                                                                               | —       | 2× Gold2 | —          | 50.000    | hitparade.ch |
| Vereinigtes Königreich (BPI)                                                                 | Silber1 | 3× Gold3 | 3× Platin3 | 1.400.000 | bpi.co.uk    |
| Insgesamt                                                                                    | Silber1 | 7× Gold7 | 3× Platin3 |           |              |